# الحزام المعكوس (رواية)
الحزام المعكوس هي رواية خيالية من الأدب الديستوبي كتبها فلاديمير نابوكوف خلال عامي 1945 و1946، ونشرها هنري هولت وشركاه عام 1947. تأتي الرواية في المرتبة الحادية عشرة ضمن قائمة روايات نابوكوف وتُعدّ ثاني رواياته المكتوبة باللغة الإنجليزية.

## العنوان
في علم شعارات النبالة، يمكن اعتبار «الحزام» النموذجي شريطًا مائلًا من أعلى اليمين إلى أسفل اليسار (أي من أعلى يمين شعار النبالة إلى يساره السفلي) ويدل مصطلح «الحزام المعكوس» على صورته المعكوسة. بالنسبة إلى المشاهد الذي يواجه الدرع، سيبدو المشهد معكوسًا، إذ يُشاهَد الشكلان \ و / على التوالي. يشرح نابوكوف في طبعة الكتاب عام 1963 أن «اختيار العنوان كان محاولةً لرسم معالِمٍ حطمها الانكسار، وتشويهٍ في مرآة الوجود، ومنعطفٍ خاطئ اتخذته الحياة». غالبًا ما يتلاعب نابوكوف في روايته بالكلمات، وهذا ما ظهر في التقلبات اليسارية (أو «الشريرة»).

## ملخص الحبكة
تجري أحداث الرواية في مدينة أوروبية وهمية تُعرف باسم بادوكغراد، حيث تنبثق حكومة بعد ظهور فلسفة تُعرف باسم «الإيكويلية»، والتي تنبذ فكرة اختلاف الأشخاص عن بعضهم البعض، وتروّج للدولة باعتبارها تجسيدًا للخير في المجتمع. تبدأ القصة مع بطل الرواية، آدم كروغ، الذي فقد زوجته للتو إثر عملية جراحية غير ناجحة. يُطلب منه بعدها من قبل زملائه ورئيس الجامعة كتابة وإلقاء خطاب لرئيس الحكومة الجديدة، وهذا ما رفضه كروغ. يقود هذه الحكومة رجل يدعى بادوك وهو ممثل «لحزب الرجل العادي». كان الفيلسوف المشهور عالمياً آدم كروغ، زميلًا لبادوك أيام الشباب، إذ تنمّر عليه وأسماه «العلجوم». يأمر بادوك باعتقال العديد من الأشخاص المقربين من كروغ بالإضافة إلى معارضي فلسفته الإيكويلية، ويحاول ضمّ البروفيسور صاحب التأثير القوي إلى صفه بهدف ترويج فلسفة الدولة ومساعدتها على سحق المعارضة وزيادة سلطان بادوك.
يحاول بادوك إغراء كروغ بالعديد من العروض التي قابلها كروغ بالرفض الدائم، على الرغم من سجن أصدقائه ومعارفه مثل إمبر. يأمر بادوك في نهاية المطاف باختطاف ابن كروغ الشاب، ديفيد، مقابل الحصول على فدية. بعد استسلام كروغ واستعداده لدعم الفلسفة الإيكويلية، تعهّد بادوك بعودة ديفيد سالمًا. على أي حال، يُذعر كروغ عند إعادة ديفيد له، إذ يكتشف أن الطفل الذي عاد ليس ابنه. حدث خطأ أُرسل ديفيد على إثره إلى دار للأيتام يحاكي عيادةً لإعادة تأهيل السجناء سادت فيها حالة من العنف، يُقتل ديفيد هناك عندما يُقدّم للسجناء بصفته «طريق خروج من السجن».
يقدم بادوك عرضًا لـكروغ يخوّله قتل المتسببين في موت ابنه شخصيًا، لكنه يشتم المسؤولين ويُسجن في زنزانة كبيرة. حصل كروغ على عرض آخر يتضمن إطلاق سراح 24 من معارضي الإيكويلية، بمن فيهم العديد من أصدقائه مقابل القيام بذلك. يرفض كروغ ويندفع باتجاه بادوك مهاجمًا إياه، ويُقتل برصاصتين من قبل أتباع الديكتاتور. في هذه المرحلة، يشعر نابوكوف بالشفقة على كروغ إذ يتدخل ويؤكد أن الحزام المعكوس قصة خيالية لحسن الحظ، وأن آدم كروغ لم يوجد على الإطلاق.

## روابط خارجية
- الحزام المعكوس (رواية) على موقع الموسوعة البريطانية (الإنجليزية)